# De Stratemakeropzeeshow

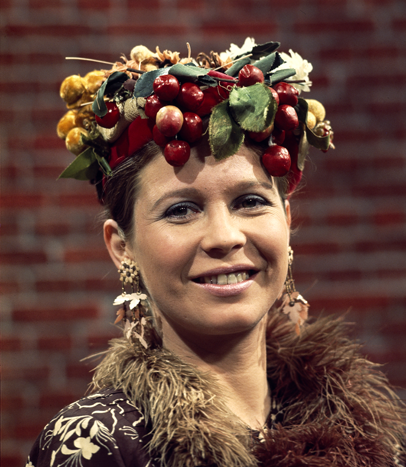
Deftige dame

De Stratemakeropzeeshow was een Nederlands televisieprogramma voor kinderen vanaf een jaar of acht, met Aart Staartjes als de Stratemaker ('Straat') die aan het begin van het programma, gezeten in een bootje op het water, een baksteen liet zinken, Wieteke van Dort als De Deftige Dame die in werkelijkheid helemaal niet zo deftig was en regelmatig hoorbaar een wind liet en Joost Prinsen als Erik Engerd die zich inbeeldde een soort "monsterfiguur" te zijn en iedereen bang probeerde te maken, wat nooit lukte. Naast de vaste drie typetjes speelden ze ook veel andere typetjes. Van de reeks werden tussen 3 oktober 1972 en 26 december 1974 54 afleveringen uitgezonden. Op 28 oktober 1977 was er ter ondersteuning voor een ledenwervingsactie van de VARA nog een eenmalig optreden in een uitzending van het Circus Morgenrood waarin ze een medley zingen van liedjes uit de serie.
Het programma behandelde regelmatig onderwerpen die in die tijd controversieel waren. Een omstreden uitzending had bijvoorbeeld als thema 'pies en poep'. Daarin vroeg iemand de weg naar het "Drollenplein" en die werd hem dan gewezen via de "Piesstraat" en het "Poepjesplein". Ook de mentaliteit van de Stratemakeropzeeshow was vernieuwend. Men probeerde betutteling te vermijden en de traditionele gezagsverhouding tussen ouders en kinderen werd soms ironisch aan de kaak gesteld. 
Ook een min of meer vast onderdeel was een sketch waarin Staartjes en Van Dort twee leerlingen speelden, die als enigen nog over waren van een klas omdat ze elk jaar bleven zitten. In een ouderwets schoolbankje gezeten luisterden zij naar de lessen van onderwijzer Joost Prinsen, die nooit verder kwam dan "de bodemgesteldheid van Zuidoost Groningen".
Hoewel diverse ouders hun kinderen verboden ernaar te kijken, was de Stratemakeropzeeshow een populair programma, niet in de laatste plaats doordat Henk van der Meijden er in De Telegraaf schande van sprak met de woorden: "VARA leert jeugd schuttingtaal!"
De naam van het programma was ontleend aan een traditionele grap van volwassenen tegen kleine kinderen met de vraag "wat wil je later worden?" en als het kind dat niet helemaal weet luidt de conclusie: "Ik denk dat jij stratenmaker wordt. Stratenmaker op zee!" Die grap met een baard was hier werkelijkheid, want Staartjes beeldde iemand uit die echt stratenmaker op zee was geworden.
De makers zouden later tevens aan de basis staan van de programma's J.J. De Bom voorheen De Kindervriend en Het Klokhuis.

## Liedjes

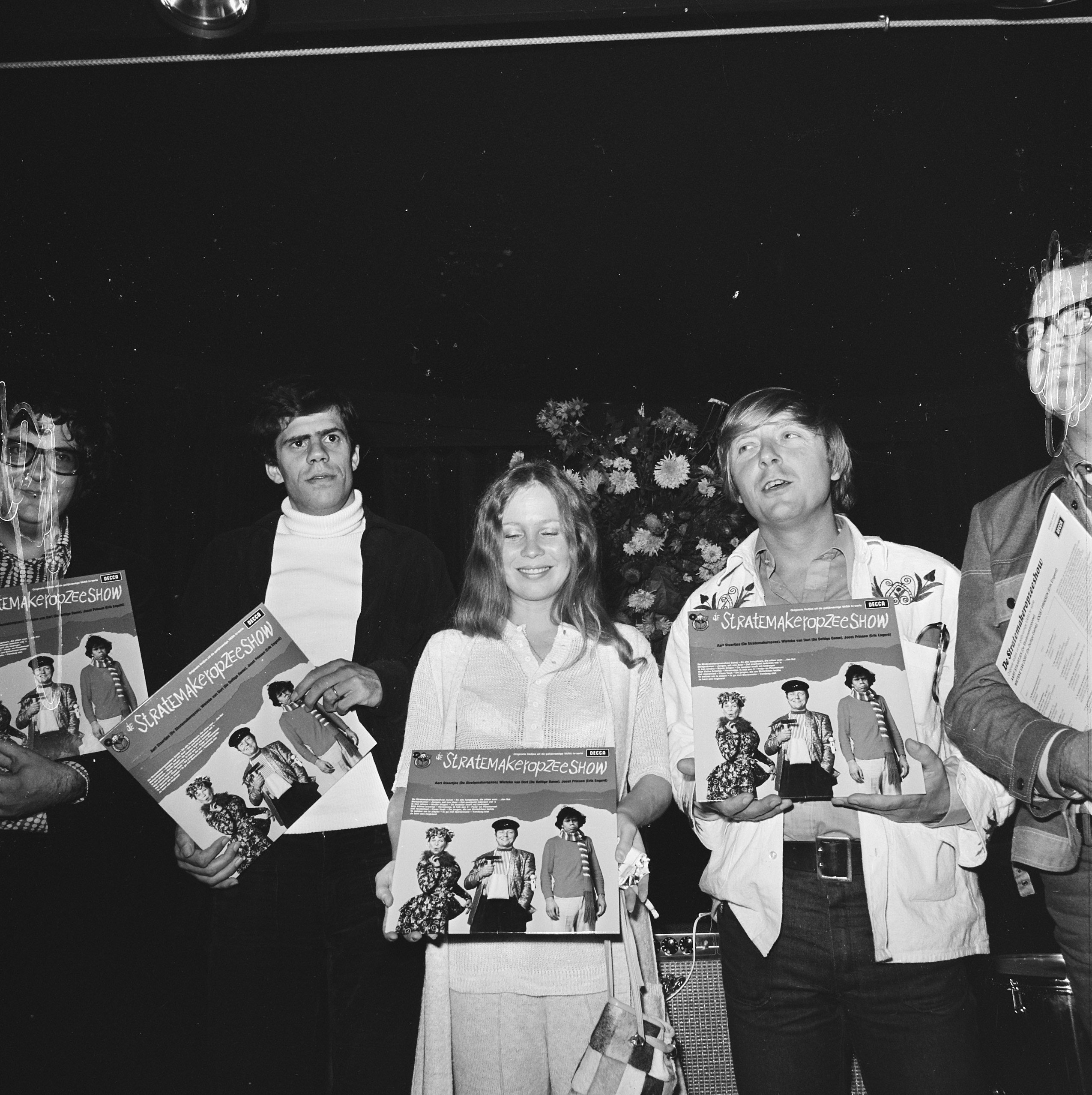
Presentatie langspeelplaat in 1973

De liedjes voor de Stratemakeropzeeshow werden gecomponeerd door Harry Bannink op teksten van schrijvers als Willem Wilmink, Karel Eykman (onder het pseudoniem Hendrik Blaak) en Hans Dorrestijn. De begin- en eindtune werden gecomponeerd door Herman Schoonderwalt.
Een bekend liedje uit een van de shows is Frekie (1974) van Willem Wilmink, vertolkt door Joost Prinsen, over een geestelijk gehandicapte jongen, waarin men aan het denken wordt gezet omdat blijkt dat zo iemand ook heel gelukkig kan zijn. Een ander bekend liedje van Wilmink was Hondedrollen (1973).
Honden! Poep niet op ons voetbalveld,
Wij hebben er narigheid van,
Als je moet schijten met alle geweld,
doe het thuis in de koekenpan!